# Henneguya yoffensis
Henneguya yoffensis is een microscopische parasiet uit de familie Myxobolidae. Henneguya yoffensis werd in 1997 beschreven door Kpatcha, Faye, Diebakate, Fall & Toguebaye. 